# Fakt
Fakt – zaistniały stan rzeczy, a w rozumieniu potocznym wydarzenie, które miało miejsce w określonym miejscu i czasie. W tym sensie faktem nie może być zdarzenie, które nie miało jeszcze miejsca, można jednak mówić o przewidywaniu przyszłych faktów – czyli zdarzeń, które najprawdopodobniej wydarzą się. Zdarzenia te jednak stają się faktami dopiero wówczas, kiedy już wydarzą się.

## Fakt w filozofii Wittgensteina
Twórcą pierwszego systemu filozoficznego, w którym pojęcie faktu stanowi podstawową kategorię ontologiczną, był Ludwig Wittgenstein, który zaprezentował ten system w swym jedynym wydanym za życia dziele Tractatus Logico-Philocopicus. Zwrócił on uwagę na to, że fakty, a nie rzeczy są elementami składowymi świata rzeczywistego. W dyskursie językowym faktom zachodzącym w świecie odpowiadają zdania syntetyczne prawdziwe. Zdaniom syntetycznym fałszywym nie odpowiadają fakty w rzeczywistości. Takie zdania opisują niezaistniałe stany rzeczy. W takim rozumieniu faktu nie jest istotna relacja czasowa pomiędzy zaistnieniem tego faktu a wyartykułowaniem odpowiadającego mu zdania. Zdaniom analitycznym, prawdziwym lub fałszywym na mocy znaczenia zawartych w nich wyrażeń, np. twierdzeniom logiki formalnej czy zaksjomatyzowanych teorii matematycznych nie odpowiadają żadne stany rzeczy w świecie rzeczywistym, pozajęzykowym. Odniesienie tych zdań do rzeczywistości uzyskuje się drogą interpretacji teorii, do których należą.